# Глубчиці (гміна)
Гміна Глубчиці (пол. Gmina Głubczyce) — місько-сільська гміна у південно-західній Польщі. Належить до Глубчицького повіту Опольського воєводства.
Станом на 31 грудня 2011 у гміні проживало 23386 осіб.

## Площа
Згідно з даними за 2007 рік площа гміни становила 294.33 км², у тому числі:
- орні землі: 80.00%
- ліси: 11.00%

Таким чином, площа гміни становить 43.73% площі повіту.

## Населення
Станом на 31 грудня 2011:
| Опис     | Загалом | Загалом | Чоловіки | Чоловіки | Жінки | Жінки |
| -------- | ------- | ------- | -------- | -------- | ----- | ----- |
| одиниця  | осіб    | %       | осіб     | %        | осіб  | %     |
| все      | 23386   | 100     | 11389    | 48.70    | 11997 | 51.30 |
| міське   | 13104   | 100     | 6232     | 47.56    | 6872  | 52.44 |
| сільське | 10282   | 100     | 5157     | 50.16    | 5125  | 49.84 |

## Сусідні гміни
Гміна Глубчице межує з такими гмінами: Баборув, Браніце, Глогувек, Кетш, Павловічкі.